# Colorado State Highway 112
Der Colorado State Highway 112 (kurz CO 112) ist ein in Nord-Süd-Richtung verlaufender State Highway im US-Bundesstaat Colorado.
Der State Highway beginnt am U.S. Highway 160 nahe Del Norte und endet nahe Hooper an der Colorado State Highway 17.
Westlich von Center trifft sie auf den U.S. Highway 285.